# Lolita (voornaam)
Lolita is een voornaam uit het Spaans die aan meisjes gegeven wordt. Het is de verkleinvorm van Lola, wat zelf een afgeleide is van Dolores. 
De naam Lolita werd populair door Vladimir Nabokovs roman Lolita uit 1955. Door de vergelijkingen met het hoofdpersonage, heeft de naam een connotatie gekregen met een seksueel vroegontwikkeld meisje. 